# Беранжье Пышнозадый
«Беранжье Пышнозадый» (фр. De Bérangier au lonc cul) — средневековое французское произведение литературы в жанре фаблио. Есть две версии фаблио: одна написана Герином, другая анонимна. Датируется началом или первой половиной XIII века. На русском языке впервые вышло в переводе Ю. М. Денисова в 1991 году под названием «Беранжье Пышнозадый».

## Сюжет
И вот сошла она с седла,

Повыше платье задрала,

И перед ним открылась щель,

Какую видеть он досель

Мог лишь у собственной жены,

Да зад изрядной ширины,

Который, в том порукой Бог,

Он у неё же видеть мог.
Ele descent, vers lui s'en va,

Sa robe contre mont leva

Si s'estupa devant sa face,

Et cil regarde la crevace.

Du cul et du con li resemble

Que trestot li tenist ensemble;

A lui meïsme pense et dit

Que onques si lonc cul ne vit.
Богатый граф выдаёт дочь за «молодого крестьянина» и делает того рыцарем. Этот рыцарь не соблюдает обычаи рыцарства и проводит время в праздности в течение первых десяти лет брака. Когда его жена, уставшая от его позорного поведения и лености, заговорила о величии рыцарей своей семьи, муж решил доказать, что и он достойный рыцарь. Он облачается в доспехи и уезжает верхом в лес. Оказавшись в лесу, он вешает свой щит на нижнем суку и бьёт в него, покуда тот не принимает вид побывавшего во многих сражениях. Вернувшись к жене, рыцарь показывает ей свою помятую броню и хвалится своими победами. После нескольких таких поездок жена задаётся вопросом, почему рыцарь сам остался невредим, когда его броня повреждена. На следующий день она предлагает ему взять с собой слуг. Когда он отказывается, госпожа облачается в скрывающий тело доспех и следует за ним в лес. Видя, как он в ярости рубит собственный щит, она появляется перед ним и угрожает убить его за его позор рыцарства. Рыцарь не узнаёт жену по голосу; он просит пощады и предлагает сделать что угодно, чтобы только уйти живым. Его жена, прикидываясь могучим рыцарем, предлагает ему выбор: биться с собой и неминуемо умереть, либо поцеловать «его» в задницу. Из трусости рыцарь выбирает — поцеловать в задницу. «Он» спускает штаны; рыцарь вместо того, чтобы узнать женские гениталии, поражается тому, какие огромные ягодицы видит перед собой. Он спрашивает у «рыцаря» имя; «тот» отвечает, что «его» зовут Bérangier au Lonc-Cul (Беранжье Пышнозадый), и «он» подвергает позору всех трусов. Вернувшись домой, рыцарь застаёт жену с другим мужчиной. Он пытается возмутиться, но та говорит ему, чтобы он заткнулся — она может делать что ей нравится, ибо Беранжье Пышнозадый защитит её от всех его обвинений.

## Гендерная мораль
Исходное антагонистическое поведение мужа подводит к гендерной морали истории: постоянно унижать умную жену может быть опасно. Чтобы узнать о делах мужа, жена принимает вид рыцаря по имени «Berangier au lonc cul» [Беранжье Большая Задница]. Когда она, последовав за своим мужем в лес, застаёт его за дурацким занятием, «роли переворачиваются». Если сперва женщина десять лет терпела никчёмность мужа, снося с молчаливой злостью и смущением его хвастовство и нападки, то после того, как она увидела в лесу «абсолютную фарсовость» его притязаний, это зрелище вдохновило её стать «жёсткой движущей силой, которая не только преподаст ему урок, но и уничтожит его положение лидера в семье». При встрече с женой, выдающей себя за доблестного рыцаря, муж непроизвольно выказывает свою трусость и из страха молит о пощаде. Его жена ставит ему ультиматум: «jostez» [бейтесь] и неминуемо умрите или «vos me venroiz el cul baisier» [поцелуйте мою задницу]. Не осознавая тягостные последствия своего решения, он, когда отказывается сражаться с «рыцарем», отдаёт власть в браке своей жене, обращая таким образом свою позицию силы. Кроме того, он проявляет невежество, не признав её гениталии; он только отмечает, что рыцарь «au lonc cul» [с длинной задницей]. Его невежественная неспособность признать женские половые органы эксплуатируется так, что жена, рассказчик и зрители вместе радуются, что она обманет мужа, а он никогда и не узнает. История «[преподаёт] обычный урок о правильных гендерных ролях в браке», которые предполагают, что унижение женой мужа — не «надлежащее» дело. Таким образом, инверсия гендерных ролей в этой истории и создаёт её гендерную мораль.

## Различие версий текста
Первая версия сохранилась в двух манускриптах из 296 и 300 восьмисложных стихов, один из которых содержит указание на авторство Герина (Guerin, персоне по имени Garin или Guerin приписываются и пять других фаблио); вторая (анонимная) - в одном манускрипте из 280 стихов. Первая версия, более ранняя, употребляет сюжет для урока об опасности попасть под власть своей жены; она завершается моралью рассказчика:
В смущении он пребывал

И пораженье признавал;

А той во всём воля была,

Что не была обделена

Происхожденьем и умом:

Слаб пастух - срут волки руном!
Desconfit se sant et maté.

Et cele fait sa volenté,

Qui ne fu sote ne vilaine:

A mol pastor chie los laine!
Хоть рассказчик и выказывает восхищение умной женщиной, которая вела себя уместно, последняя строчка ставит акцент именно на муже. Вторая версия, напротив того, завершается семью строками, говорящими о том, как нехорошо хвастаться. Также, во второй версии муж хвастает мнимыми подвигами не только перед женой, но и перед другими людьми, тогда как в первой он старается произвести впечатление именно на жену, что опять же сводит историю к обычному уроку о гендерных ролях в браке. Более 20 строк во второй версии посвящены обдумыванию женой того, как лучше проверить похвальбу мужа (в первой всё происходит само собой по ходу сюжета); описывается, как жена искусно скрывает свои планы:20—22.

## Ссылка
- Пышнозадый Беранжье. Перевод Ю. Н. Стефанова. Gremlin's treasure. Дата обращения: 24 мая 2017.